# Kotowskie
Kotowskie (deutsch Kottowski) ist eine von neunzehn Ortschaften der Landgemeinde Ostrzeszów im Powiat Ostrzeszowski in der Woiwodschaft Großpolen im Westen Polens.
Durch die Ortschaft verläuft die Landesstraße DK25, die zur Schnellstraße S8 bei Breslau führt. Während das Gebiet der Ortschaft im Westen von landwirtschaftlich genutzter Ackerfläche geprägt ist, grenzt sie im Osten an ein Forstareal.

## Geschichte
Kottowski gehörte von 1818 bis 1920 dem schlesischen Landkreis Groß Wartenberg an. Im frühen 20. Jahrhundert gehörte das Dorf zu den nördlichsten, wo die polnisch-schlesische Mundarten gesprochen wurden. Mit dem überwiegend polnischsprachigen Ostteil des Landkreises wurde Kotowskie zum 10. Januar 1920 infolge des Versailler Vertrags vom Deutschen Reich an das wiedergegründete Polen abgetreten. Seitdem ist Kotowskie mit der Woiwodschaft Posen bzw. Großpolen verbunden, zunächst im Powiat Odolanowski.
Im Jahr 1921 gab es in der Gemeinde Kotowskie im Powiat Odolanów 66 Häuser mit 368 Einwohnern, davon 313 hielten sich für deutscher und 55 für polnischer Nationalität, 338 waren evangelisch, 27 römisch-katholisch, 3 jüdisch.
Beim Überfall auf Polen 1939 wurde das Gebiet von den Deutschen besetzt und dem Landkreis Ostrowo im Reichsgau Wartheland zugeordnet. Nach dem Krieg verließ die Mehrheit der evangelischen Dorfbevölkerung den Ort. Der evangelische Friedhof meistens mit deutschsprachigen Aufschriften ist verlassen und verfallen. Die polnisch-schlesische Mundart ist auch untergegangen.
In den Jahren 1975 bis 1998 gehörte Kotowskie zur ehemaligen Woiwodschaft Kalisz, die im Zuge einer Verwaltungsreform 1999 aufgelöst wurde.